# Songs in a Mellow Mood
Songs in a Mellow Mood è il secondo album della cantante jazz Ella Fitzgerald, pubblicato dalla Decca nel 1954.

## Descrizione
L'album è composto da dodici brani e vede la partecipazione di Ellis Larkins al pianoforte.
Venne ripubblicato dalla MCA nel 1994 in abbinamento all'album precedente, Ella Sings Gershwin, del 1950, nel CD Pure Ella.

## Tracce
Lato A
1. I'm Glad There Is You (Jimmy Dorsey, Paul Mertz) – 3:10
2. What Is There to Say? (Vernon Duke, Yip Harburg) – 3:22
3. People Will Say We're in Love (Oscar Hammerstein II, Richard Rodgers) – 3:12
4. Please Be Kind (Sammy Cahn, Saul Chaplin) – 3:36
5. Until the Real Thing Comes Along (Cahn, Chaplin, L.E. Freeman, Mann Holiner, Alberta Nichols) – 2:58
6. Makin' Whoopee (Walter Donaldson, Gus Kahn) – 3:07

Lato B
1. Imagination (Johnny Burke, Jimmy Van Heusen) – 2:38
2. Stardust (Hoagy Carmichael, Mitchell Parish) – 4:03
3. My Heart Belongs to Daddy (Cole Porter) – 2:39
4. You Leave Me Breathless (Ralph Freed, Frederick Hollander) – 3:07
5. Baby, What Else Can I Do? (Walter Hirsch, Ralph Marks) – 3:50
6. Nice Work If You Can Get It (George Gershwin, Ira Gershwin) – 2:38

## Edizioni
- 1994 – Pure Ella, CD, MCA Records GRD 636